# Tribulocarpus dimorphanthus
Tribulocarpus dimorphanthus là một loài thực vật có hoa trong họ Phiên hạnh. Loài này được (Pax) S. Moore miêu tả khoa học đầu tiên năm 1921.